# Euskirchen
Euskirchen (IPA: [ˈʔɔɪ̯skɪʁçn̩]) è una città di 58 754 abitanti della Renania Settentrionale-Vestfalia, in Germania. Appartiene al distretto governativo di Colonia ed è capoluogo del circondario omonimo. Euskirchen possiede lo status di "Media città di circondario" (Mittlere kreisangehörige Stadt).